# Ключ 5
Ключ 5 (трад. и упр. 乙, 乚, 𠃊, 𠃋, 乛, 𠃍, 𠃌, ⺄, 𠃑) — ключ Канси со значением «Второй»; один из шести, состоящих из единственной черты.
В словаре Канси есть 42 символа (из 49 030), которые можно найти c этим ключом.

## История
Изначально словарь состоял из 540 идеограмм, но впоследствии был отредактирован и уменьшен (путем исправления ошибок и упразднения ненужных ключей) до классического ныне существующего списка в 214 иероглифических ключа, среди которых идеограмма 乙 в переводе с кит. — «второй» отображала пиктограмму, которая имела множество различных значений. Например: побег молодого растения, лезвие небольшого ножа, кость рыбы, крючок для ловли рыбы и др. В современном варианте ключ имеет значения, аналогичные древним изображениям и имеют отношение к вторым предметам и вещам по отношению к первым.

### Древние изображения
Древние изображения современного варианта иероглифического ключа помогают понять изначальное значение, задуманное предками.

Вид в Цзягувэнь
Вид в Цзиньвэнь
Вид в Цзяньду
Вид в большой печати Чжуаньшу
Вид в малой печати Чжуаньшу

## Значение
В современном китайском языке данный иероглифический ключ встречается редко и имеет следующие значения:
1. Второй
2. Второе имя (отчество в русской интерпретации)
3. Крючок, галочка, ласточка
4. Замена слова один (Например: один, ещё один)
5. Символ, обозначающий высоту музыкальной гаммы в древней музыкальной нотации.
6. Рыбья кость
7. Редкостный, изысканный, превосходный
8. Побег растения

## Варианты прочтения
Данный иероглифический ключ используется в письменности Китая, Тайваня, Японии, Кореи, Вьетнама и имеет разные варианты прочтения, произношения и написания, в зависимости от региона, языка и наречий:
- кит. 乙, 乚, 𠃊, 𠃋, 乛, 𠃍, 𠃌, ⺄, 𠃑, пиньинь yǐ, ий
- яп. 乙, o: tsu, о: цы
- яп. おつ, o: tsu, о: цы
- кор. 새 sae, сэ?, 을 eul, эль?

## Примеры иероглифов
В данной таблице представлен примерный список иероглифов с использованием ключа.
| Доп. штрихи | Иероглифы                                    |
| ----------- | -------------------------------------------- |
| 0           | 乙 乚 𠃊 𠃋 乛 𠃍 𠃌 ⺄ 𠃑                   |
| 1           | 乜 九 龴                                     |
| 2           | 也 乞 㐇 㐈 㐉 习                            |
| 3           | 乣 乤 乥 𠃝 㐊 㐋 书                         |
| 4           | 㐌 𠃣 乧 㐍 㐎 㐏                            |
| 5           | 乨 乩 乪 乫 㐐 乬 乭 乮 乯 㐑 㐒 㐓 㐔 㐕 买 |
| 6           | 乱 㐖 𠃩 㐗 㐘 乲                            |
| 7           | 乳 乵 乸 𠃮 𠃯 乴 乶 乷 㐚 㐛 㐙             |
| 8           | 乹 𠃵 𠃷 㐜 乺 乻 乼 㐝 㐞 㐟 㐠             |
| 9           | 𠃸 乽                                        |
| 10          | 亀 乾 乿 㐡 㐢 㐣 𠄀                         |
| 11          | 亁 㐤                                        |
| 12          | 亂 亃 亄                                     |
| 13          | 𢆡                                           |
| 15          | 㐥                                           |
| 18          | 㐦                                           |

- Примечание: Ваш браузер может отображать иероглифы неправильно.